# Heure normale de Terre-Neuve

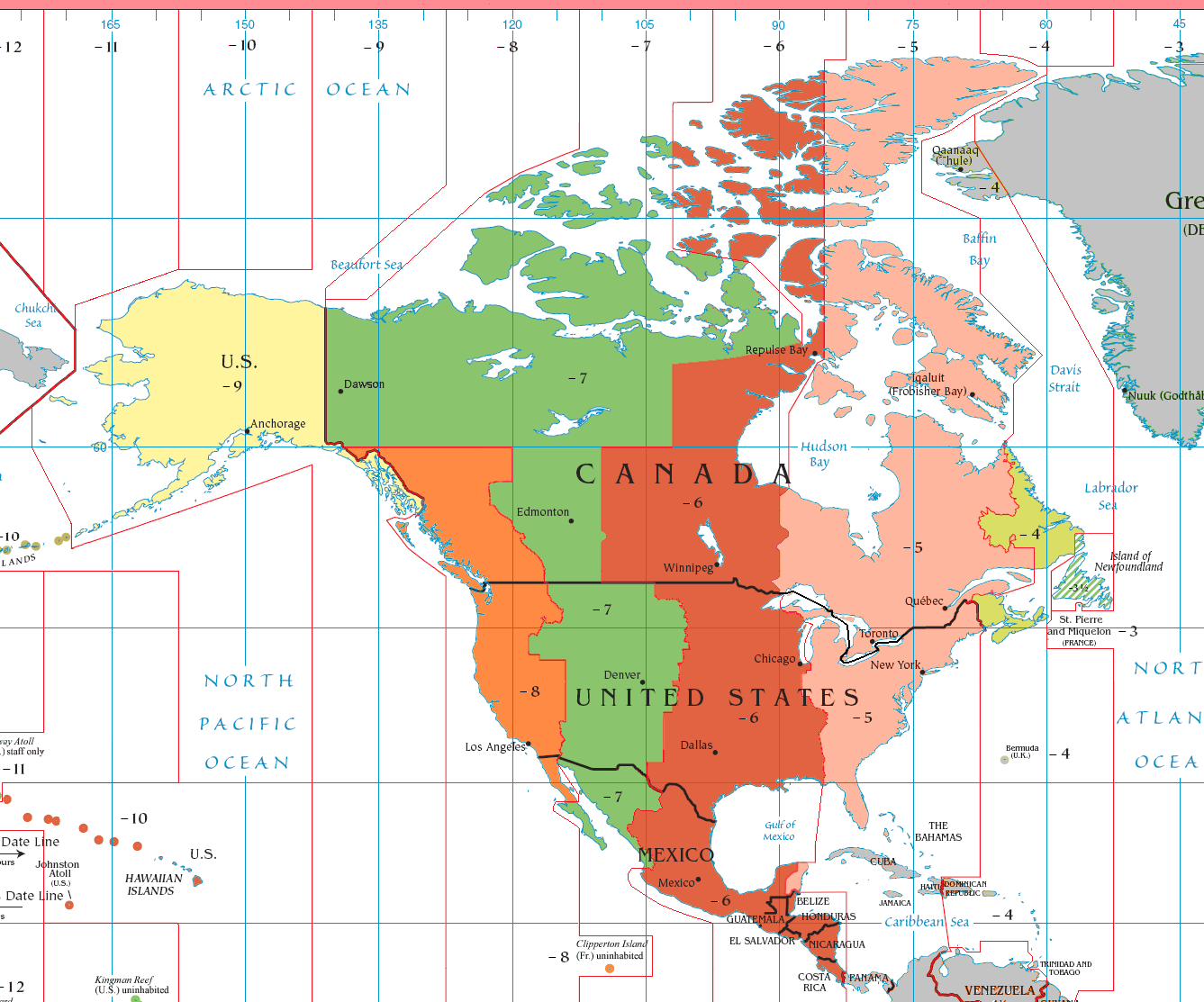
L'HNT est à UTC−3:30

Pour les articles homonymes, voir HNT.
L'heure normale de Terre-Neuve (HNT) (en anglais : Newfoundland Standard Time Zone, NT) est un fuseau horaire couvrant l'île de Terre-Neuve dans la province canadienne de Terre-Neuve-et-Labrador et soustrayant trois heures et demie au temps universel coordonné (UTC), soit UTC−03:30, ou UTC−02:30 en heure d'été. L'heure de cette zone est basée sur le temps solaire moyen du méridien 52 degrés et 30 minutes d'arc à l'Ouest de l'observatoire de Greenwich.